# Книга псалмів

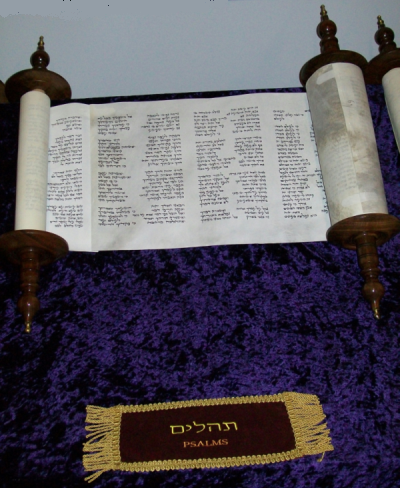

Кни́га псалмі́в, або Псалти́р (від грец. ψαλμοί, psalmoi; івр. תְּהִלִּים, tehillim; лат. Liber Psalmorum) — одна з книг Старого Заповіту Біблії. У юдейській, католицькій і протестантській традиціях сучасна Книга Псалмів містить 150 псалмів, а у православній — 151 псалом.

## Назва
Єврейська назва книги — «Тегілім», «Теілім» (івр. תְּהִלִּים), що буквально означає «хвалительні пісні». Українська назва Псалтир (заст. Псалтирь) походить через староцерк.-слов. Ψалтирь, Ψалтырь від грец. Ψαλτήριον, Псалтеріон, Псалтіріон. Саме слово ψαλτήριον означає струнно-щипковий музичний інструмент (псалтерій), у «Септуагінті» ним перекладені назви різних єврейських музичних інструментів, що використовувалися як акомпанемент псалмам. У грецькій мові також використовується назва Ψαλμοί, Βίβλος Ψαλμών («Псалми», «Книга Псалмів»).

## Авторство і призначення

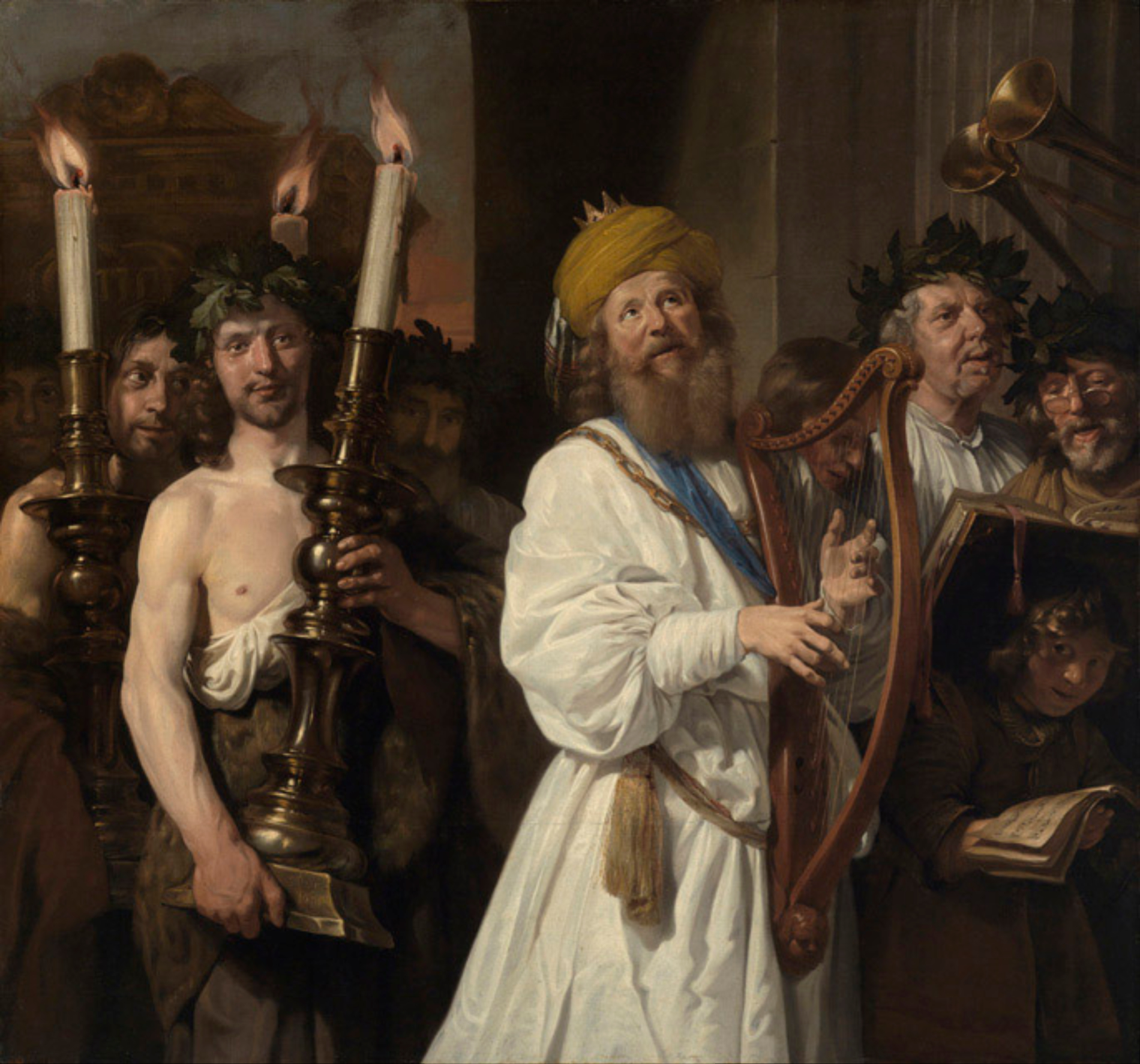
Цар Давид грає на псалтерії. Картина Яна де Брая, 1670 р.

Усупереч апокрифічним історіям, у яких авторство псалмів приписують винятково Давидові, нині вважають, що Псалтир є поетичною збіркою, яку поступово написали кілька авторів; деякі з псалмів можуть датуватися раннім періодом Єврейської монархії. Псалми призначалися для співу з музичним супроводженням і вживалися в літургії у Єрусалимському храмі; євреї та християни і надалі вживають їх як у громадському, так і в приватному поклонінні. Більшість псалмів — вираження хвали і поклоніння Богові та Його ділам.
Псалтир століттями використовували як шкільний підручник, читали над померлим, а також над хворим. Цитати з Псалтиря трапляються в українській літературі вже з XI століття до найновіших часів. Із Псалтиря у давнину ворожили, і текст так званого гадального Псалтиря, в якому до кожного псалма було пояснення, що в певних обставинах псалми радять діяти, був знаний уже в XI столітті.
Псалми широко вживають у юдаїзмі для богослужіння. Також їх використовували найперші християнські спільноти ще до формування канону Нового Заповіту.
Широко вживають у богослужіннях християнських церков (також українських); для цього книга поділена на відповідні розділи — 20 кафизм. Текст Псалтиря був у числі найдавніших перекладів на слов'янську та українську мови і поширився в Україні відразу після прийняття християнства. Дуже рано став тут відомий Псалтир із тлумаченням («тлумачний») неясних місць та викладами, зазвичай проти юдейської віри.

## Структура

### У різних традиціях
У юдейській і західній традиціях Псалтир поділений на 5 книг. У східній — на 20 кафизм (151-й псалом не входить до жодної).

### Тематика

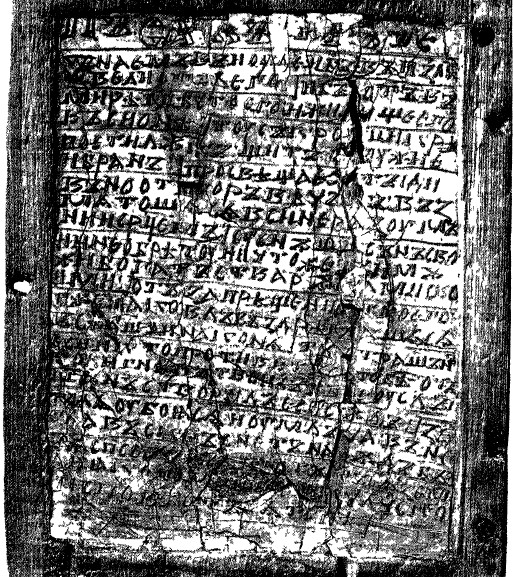
Сторінка 1 основного тексту Новгородського кодексу. Початок псалма 75

Тематично псалми поділяють на кілька груп: гімни, індивідуальні лементи, спільні лементи, пісні довіри, індивідуальні псалми подяки, королівські псалми, псалми мудрості, паломницькі псалми, літургічні псалми. За іншою типологією псалми поділяють на: пісні Сіона — псалми 48, 76, 84, 87, 122, 134, історичні літанії — псалми 78, 105, 106, 135, 136, паломницькі літургії — псалми 81, 21, літургії входу — псалми 15, 24, літургії правосуддя — псалми 50, 82, змішані типи — псалми 36, 40, 41, 68.

## Переклади і переспіви
Книга Псалмів однією з перших перекладена на старослов'янську мову ще за часів Кирила і Мефодія. Складається зі 150 ліричних пісень-псалмів із молитвами до Всевишнього, часто друкується окремою книгою та використовується для богослужбових співів.
Як популярна книга Псалтир був у числі найстаріших білорусько-українських друкованих видань: Франциска Скорини (1517) та Івана Федоровича в Заблудові (1570) та Острозі (1580).
П. С. Морачевський здійснив перший в історії української культури переклад Псалтиря новоукраїнською літературною мовою. Переклади Псалтиря українською мовою зробили також: Іван Пулюй (1903 року з гебрейської), отець Олександр Бачинський (1903), отець Ярослав Левицький (1925), Михайло Кобрин (1936, 1941), митрополит Іларіон (1962), отець Іван Хоменко (1963) та інші.
Коли Тарас Шевченко був наймитом у дяка Петра Богорського, то читав псалтир (був псалтирщиком). Восени та взимку 1845 року Шевченко написав 10 віршованих перекладів псалмів пророка Давида українською мовою. Див. Давидові псалми (Шевченко)

Крім Т. Шевченка, переспіви псалмів створили також М. Максимович , В. Александров, П. Гулак-Артемовський, О. Навроцький, П. Куліш, Я. Щоголів, М. Карпенко, Т. Яковенко, М. Негода , В. Базилевський та інші.

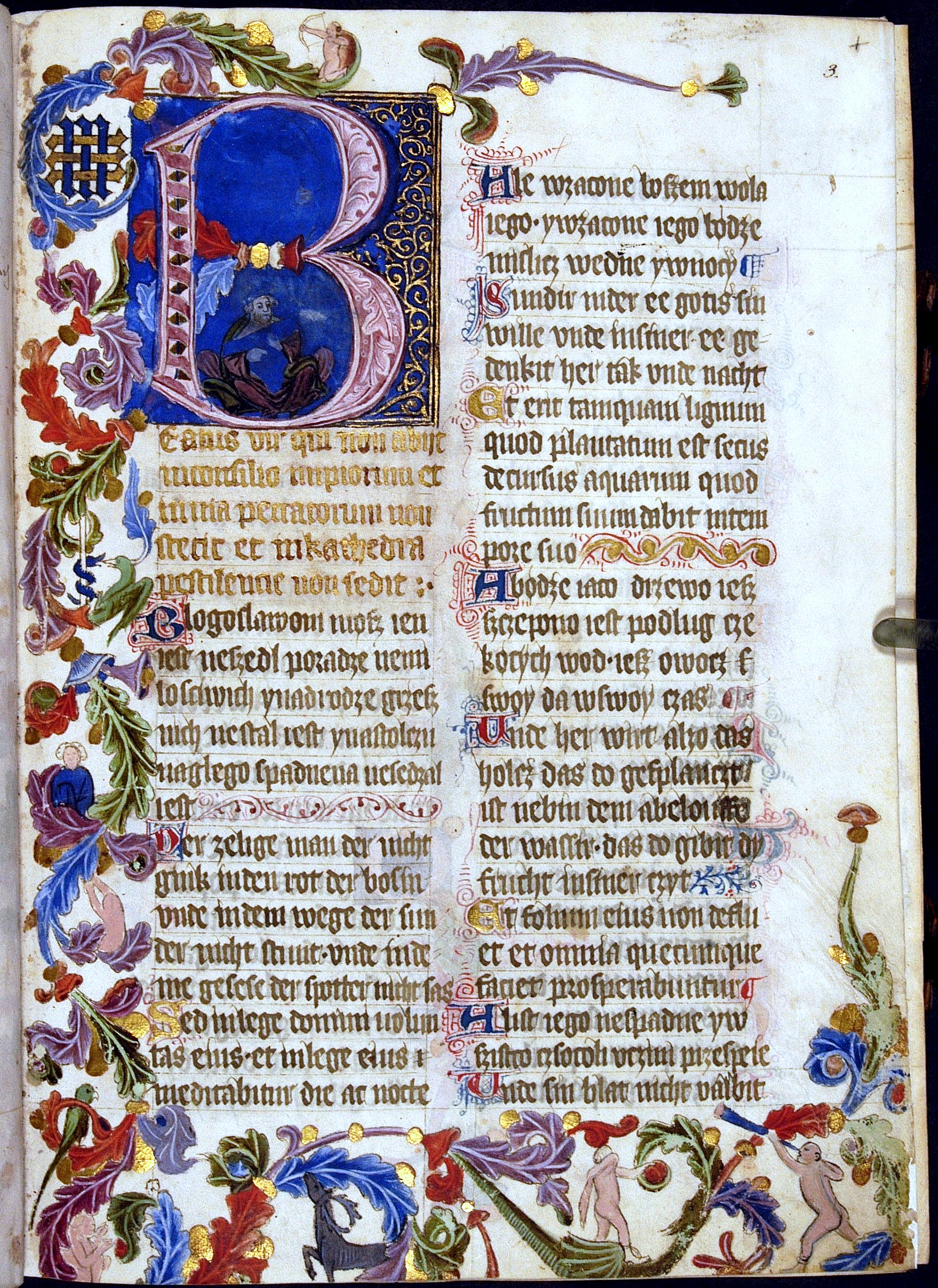
St. Florian's psalter, 14th or 15th century, Polish translation
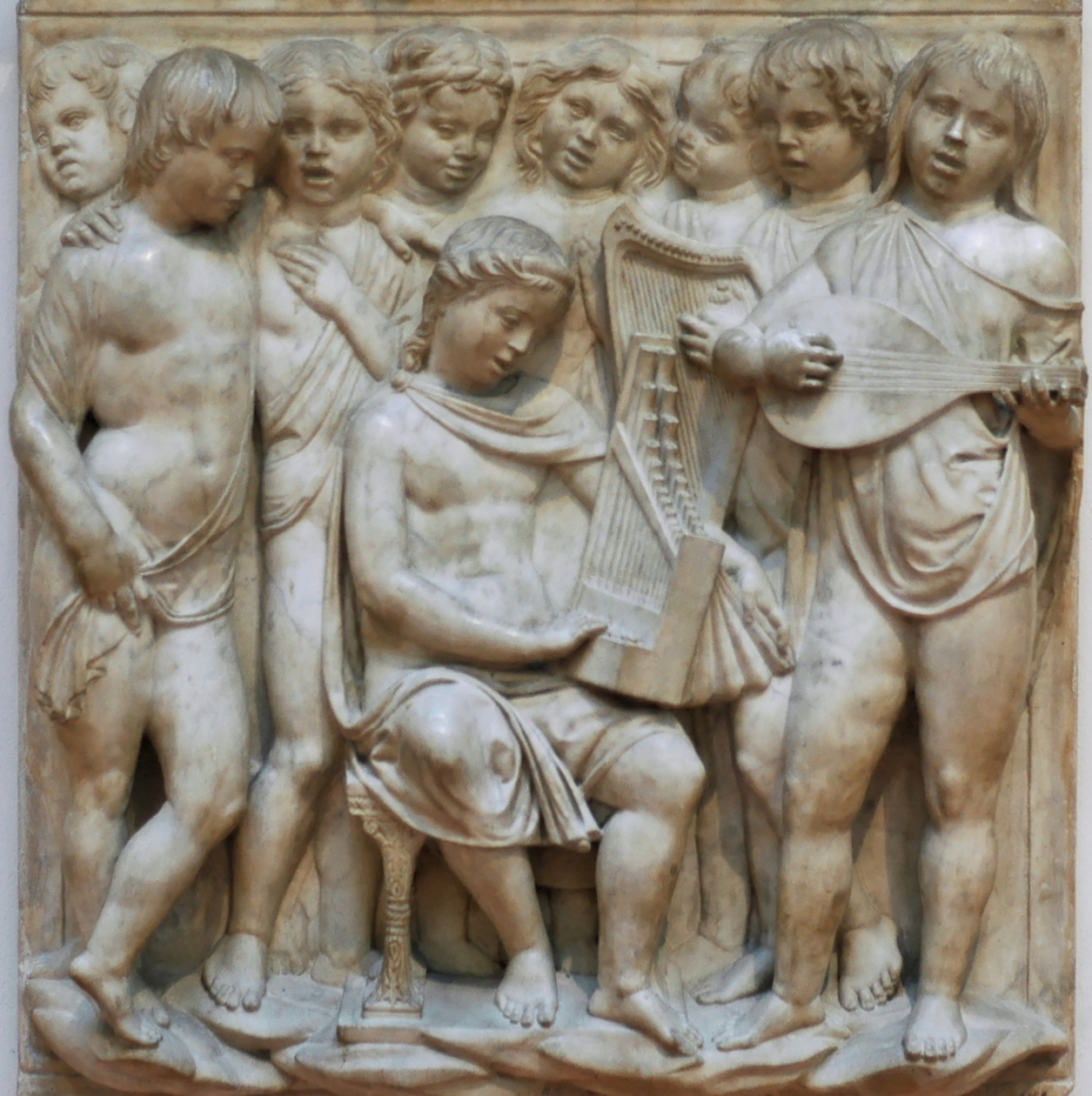
Children singing and playing music, illustration of Psalm 150 (Laudate Dominum)
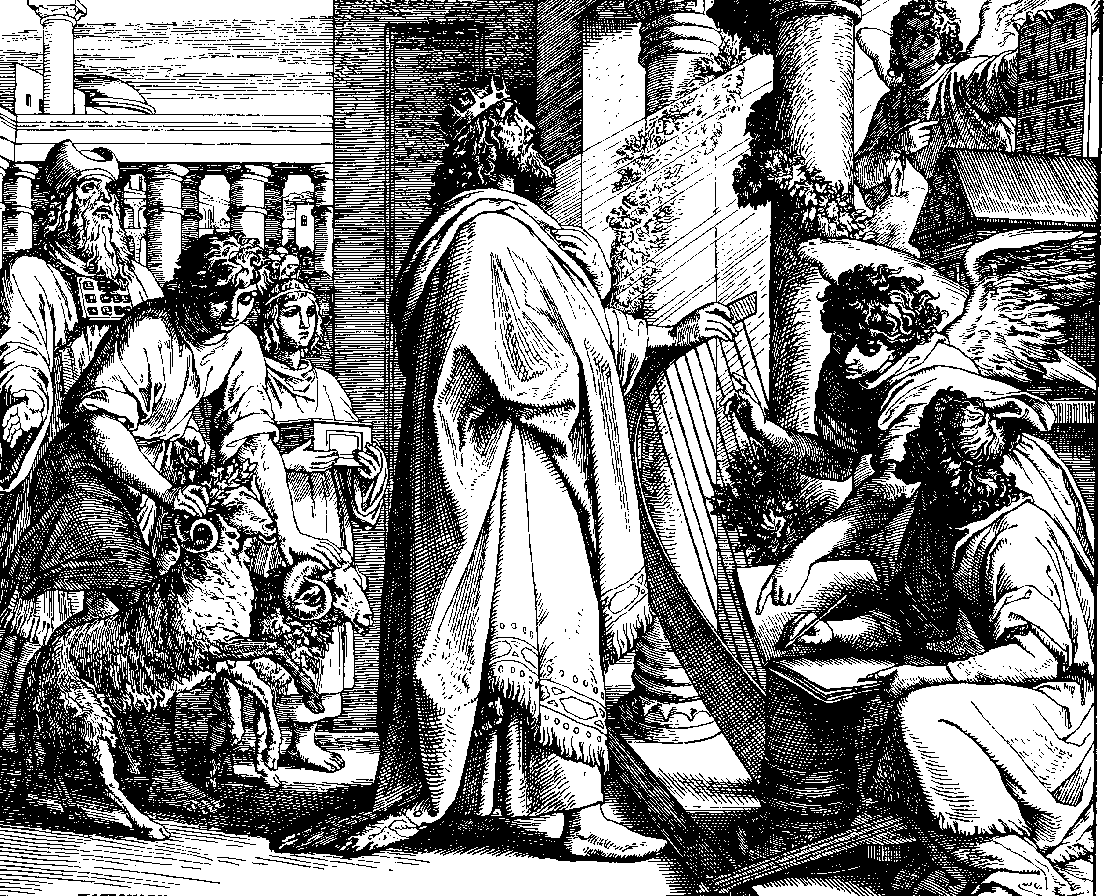
David as a psalmist, 1860 woodcut by Julius Schnorr von Karolsfeld
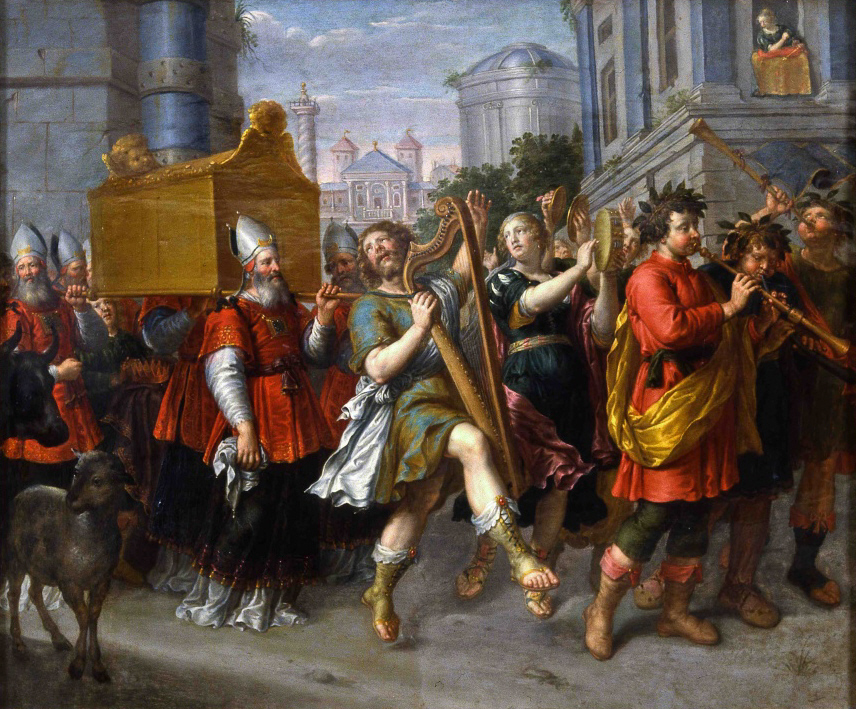
A singing and dancing David leads the Ark of the Covenant, c. 1650.
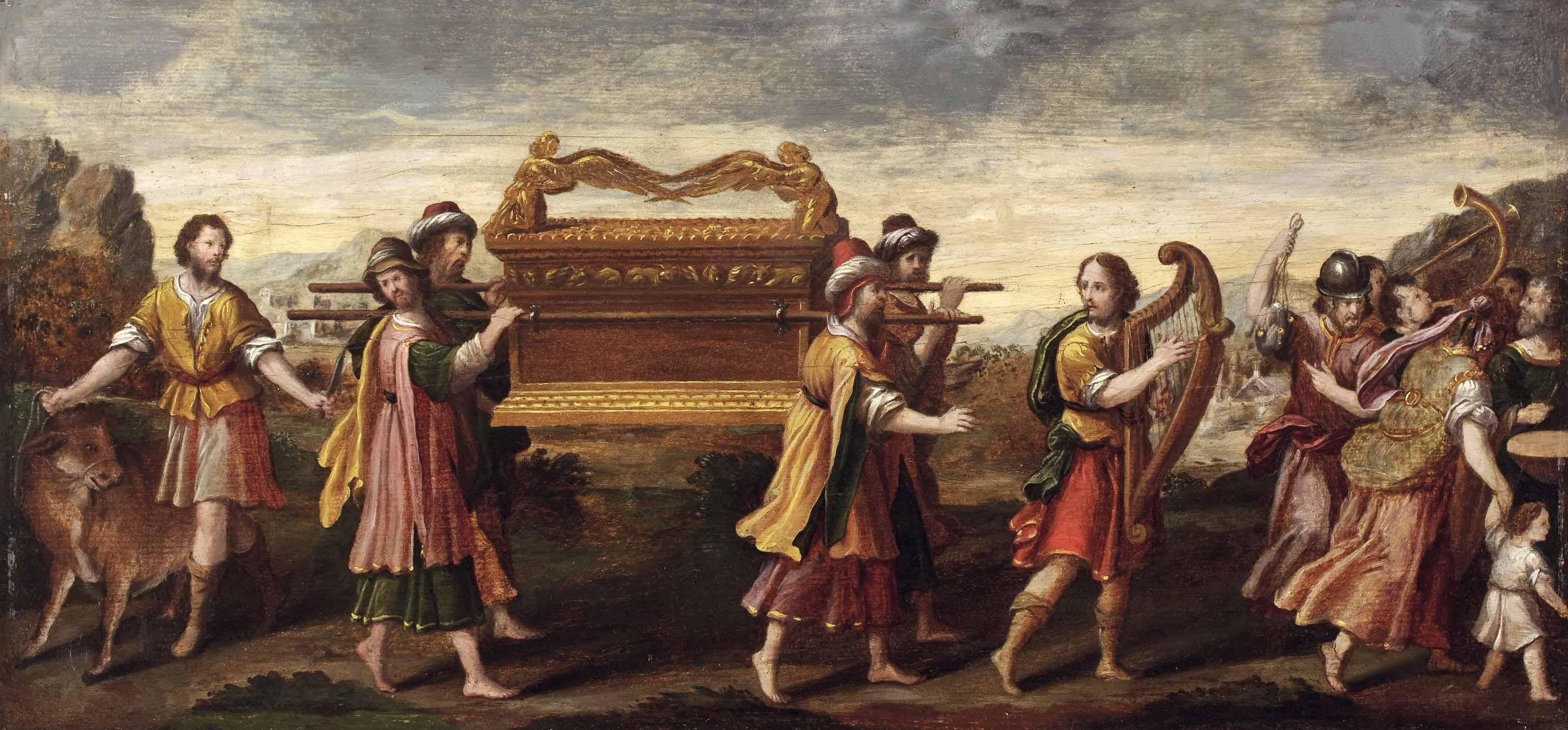

## Видання перекладів і переспівів Псалмів українською
- Біблія. Святе письмо Нового Завіту / [пер. П. Куліша, І. Пулюя ; іл. Гюстава Доре]. - Ліміт. вид., пр. №19. - Х. : Фоліо, 2010. - 396, [1] с. : іл. - (Ексклюзивна бібліотека "Фоліо"). - Назва обкл. і корінця : Біблія. Святе письмо Нового Завіту. Псалтир. - 100 (1-й запуск 1-20) прим. - ISBN 978-966-03-5159-2
- В. Дзьоба. Псальми або св. гимни. Переспів. Мюнхен. 1961.
- Гулак-Артемовский П. Переспіви псалмів / П. Гулак-Артемовський // Твори Івана Коляревского, Петра Гулака-Артемовского, Євгенія Гребінки. – Львів: НТШ, 1908. – С. 420–425.
- Давидові псалми : автографи Тараса Шевченка, давньослов'янські тексти, укр. переклади / Т. Г. Шевченко ; іл. В. Гарбуз. - К. : Дім, Сад, Город, 2000. - 84 с.: іл. - ISBN 966-95428-3-9
- Давидові псалми : переспіви Т. Г. Шевченка [Архівовано 8 березня 2014 у Wayback Machine.] // Тарас Шевченко. Зібрання творів: У 6 т. — К., 2003. — Т. 1: Поезія 1837-1847. — С. 358-365; С. 742-748.
- Давидові Псалми : псалом 1 [Архівовано 24 квітня 2022 у Wayback Machine.], псалом 16 [Архівовано 26 травня 2022 у Wayback Machine.] і псалом 22 [Архівовано 26 травня 2022 у Wayback Machine.] в переспіві Л. В. Костенко // Вибране / Ліна Костенко. – К.: Дніпро, 1989. – 559 с.
- І. Пулюй. Псалми // Св. Письмо Старого і Нового Завіту. Біблійне Т-во (Відень 1903).
- Книга Псалмів (два переклади: з єврейського і з грецького текстів). Проект / Р. Турконяк. - К. : Українське Біблійне Товарство, 2003. - 296 с. - ISBN 966-7136-42-6
- Книга Псалмів. Книга Приповістей Соломонових / у переспівах Миколи Карпенка ; [ред. Д. Степовик]. - Київ : Карпенко В. М. [вид.], 2004. - 299 с. - Назва на корінці : Псалми. Приповісті Соломонові. - ISBN 966-7833-70-4
- Книга Псалмів : переклад та коментар / Г. Я. Рьоттінг ; пер. з нім. А. Андрейко. - Ірпінь : Центр християнського життя України ; Луцьк : РТ МКФ "Християнське життя", 2009. - 720 c. - ISBN 978-611-503-028-6

Переклад за вид.: Die Psalmen: neue Ubersetzung und die biblisch-theologische Ausarbeitung/ Gerhard Jan Rotting
- Книга Псалмів / у пер. Бориса Хілька. - Білий Дунаєць; Остріг, 2018. - 471 с. - ISBN 978-83-88863-14-2 (помилковий ISBN)
- Книга псалмів / у переспівах Тетяни Яковенко. - Вінниця : АРТ, 2003. - 272, [7] с. - ISBN 966-516-121-0

Псалми Давидові (Сто переспівів з Книги псалмів) / Яковенко Тетяна. — Вінниця: Вид-во “АРТ”, 2002, 168 с.
- Луцький Псалтир 1384 року. Київ: Горобець, 2013.
- М. Кобрин. Псалтир. Варшава: Український Науковий Інститут, 1936.
- М. Кравчук. Книга псалмів. Видання Укр. Катол. Ун-ту ім. св. Климентія папи, Рим 1966, с. 240. (Завантажити тут [Архівовано 30 грудня 2021 у Wayback Machine.])
- Молитовний псалтир : [Текст псалмів в перекладі М. Кобрина]. - Рим : [б. в.], 1990. - 416 с. - (Видання Студіону ; 5).

Молитовний Псалтир : [Текст псалмів в перекладі М. Кобрина]. - Вид. 2-ге, допов. - Львів : Свічадо, 2016. - 407 с. - ISBN 978-966-395-175-2
- Новий Завіт з додатком Псалмів і Притч / пер. сучас. укр. мовою [Діана (Джордж) Деркач]. - Луцьк : Християнське життя, 2012. - 543 с. - Назва обкл. : Книга книг. - Дод. тит. арк. англ. - Пер. вид. : The New Testament with Psalms and Proverbs. - 1993. - 30000 прим. - ISBN 978-617-503-098-1
- Новий Завіт і Псалми : повний пер., здійснений за ориґінальними єврейськими та грецькими текстами . - Передрук з повного вид. "Святе Письмо Старого та Нового Завіту" з року 1963. - [Рим] : [б. в.], 1979. - 441 с.
- Новий Завіт ; Псалми ; Притчі Соломона ; Симфонія / пер. П. О. Куліш ; ред. В. Боєчко ; . - 4.вид. - Л. : [б.в.], 1998. - 600 с.
- О. Бачинський. Псалтир. Львів 1903, с. 285.
- О. Слюсарчук. Псалтиря розширена. Відень, 1899. Жовква, 1900; 1904 - 526 с.
- Пантелеймон Куліш. Твори. Том IV. Псалтир. Берлін: Українське слово, 1923. 268 с. Режим доступу: https://elib.nlu.org.ua/view.html?id=11355 [Архівовано 16 лютого 2022 у Wayback Machine.]
- П. Ратай [П. Куліш]. Псалтирь або книга хвали Божої, переспів український. Львів 1871, 329 с.. Адреса матеріалу: http://irbis-nbuv.gov.ua/ulib/item/0000681 [Архівовано 2 січня 2022 у Wayback Machine.]
- Псалми : вірш. пер. псалмів Давидових і псалми авторські / І. С. Шевчук. - К. : [Пульсари], 2009. - 132 с. - ISBN 978-966-2171-56-3
- Псалми // Поетична Біблія : [переспів Івана Чупашка] / Іван Петрович Чупашко; В.о. Львів. держ. музична акад. ім. М. Лисенка. – Львів : Кварт, 2004.– 275 с. – ISBN 966-87921-6-5
- Псалом 136: [21 берез. 1858 р.] // Усі тв. в одному томі / С. Руданський. – К., 2005. – С.17. Усі твори в одному томі / [уклад., авт. передм. Г. Латник]. – К.; Ірпінь: Перун, [2005]. – 518, [1] с.: іл. – (Літературні класики України); (Поетична поличка «Перуна»). (Читати онлайн. [Архівовано 2 січня 2022 у Wayback Machine.])
- Псалтир : пер. новою укр. літ. мовою П. С. Морачевського (1865) / Нац. акад. наук України [та ін.] ; пер. П. С. Морачевського ; підгот. до вид. Л. А. Гнатенко ; [дослідж. : Л. А. Гнатенко, В. В. Німчука ; відп. ред. Л. А. Дубровіна]. - Київ : НБУВ, 2015. - 196 с. : іл. - (Пам'ятки української мови : серія канонічної літератури). - 300 прим. - ISBN 978-966-02-7487-7
- Псалтир з короткими поясненнями. - Л. : Свічадо, 2006. - 526 с. - ISBN 966-8744-97-7
- Псалтирь / пер. А. Бачиньский. - Репр. перевид. 1903 р. - Ужгород : Закарпаття, 1999. - 285 с. (На церковно-славянском и народно-русском языках.)
- Псалтирь Блаженного Пророка и Царя Давида. - Репринтне відтворення видання 1926 р. в Ужгороді. - Ужгород : Закарпаття, 2005. - 544 с.
- Псалтиря. - Жовква : Вид-во чина сьв. Василия В. в Жовкаві, 1909. - 303 с.
- Святе Письмо Нового Завіту і Псалми : повний переклад, здійснений за оригінальними єврейськими та грецькими текстами. - Рим : Вид-во Василіан, 1977. - 445 с.
- Стою на березі життя : вірші, поема, переклади, Давидові псалми, сонети, рубаї / І. З. Кірімов. - Ужгород : ІВА, 2013. - 108 с. - ISBN 978-617-501-062-4
- Тегілім - Псалми / комент. рабина Шимшона Рафаеля Гірша ; [Нац. ун-т "Києво-Могилян. акад.", Центр дослідж. історії і культури східноєвроп. єврейства]. - Київ : Дух і Літера, 2020.

Т. 1 : Псалми 1-72 / пер. Гедалії Спинаделя, Дзвінки Матіяш. - 2020. - 410 с. - ([Бібліотека юдаїки]). - - ISBN 978-966-378-823-4 (Т. 1). - ISBN 978-966-378-822-7 (серія)
Т. 2 : Псалми 73-150 / пер. Гедалії Спинаделя, Дзвінки Матіяш. - 2020. - 445 с. - ([Бібліотека юдаїки]). - ISBN 978-966-378-824-1 (Т. 2). - ISBN 978-966-378-822-7 (серія)
- Тихомовні співи на святі мотиви / перелож. з єврейської мови В. Александров. - Х. : [б.в.], 1883. - 29 с.
- Цолін, Дмитро. 2021. «Книга Псалмів у новому перекладі, псалми 1-40 [Архівовано 16 січня 2022 у Wayback Machine.]». Богословські роздуми: Східноєвропейський журнал богослов’я 19 (1):154-204.
- Цолін, Дмитро. 2021. «Книга Псалмів у новому перекладі, псалми 41-71 [Архівовано 16 січня 2022 у Wayback Machine.]». Богословські роздуми: Східноєвропейський журнал богослов’я 19 (2):149-84.
- Я. Левицький. Книга псалмів. Львів, 1925. 228 с.

- Кніжная спадчына Францыска Скарыны  = Книжное наследие Франциска Скорины / [рэдкал.: Р. С. Матульскі (старш.) і інш. ; авт. ідэі: Р. С. Матульскі, П. У. Калаур ; пер. на англ. Г. М. Каваленка] ; Нац. б-ка Беларусі = Book heritage of Francysk Skaryna. - Мінск : Нац. б-ка Беларусі, [20--] . - ISBN 978-985-7039-17-3.

Т. 14 : Псалтыр = Псалтирь = The Psalter. - Факсіміл. ўзнаўленне. - 2016. - 323 с. - Текст білорус., рос., англ., церковнослов'ян. - Парал. тит. арк. рос., англ. - 1000 прим. - ISBN 978-985-7125-11-1 (т.14)